# VI dinastia egípcia
A VI dinastia egípcia é habitualmente considerada como a última dinastia do Império Antigo, precedendo um período de decadência política e social a que se denomina Primeiro Período Intermediário. Durante a VI dinastia a capital do Egito continuou a ser Mênfis
A cronologia para a VI dinastia varia de acordo com os investigadores. Josep Padró situa-a entre 2345 e 2173 a.C.; Jürgen von Beckerath entre 2322 e 2191 e Jaromir Malek entre  2311 e 2140.
De uma maneira geral, considera-se que a VI dinastia teve sete reis, entre eles uma mulher, a rainha Nitócris. No que diz respeito a estes monarcas, todos estão atestados por evidências arqueológicas, com excepção de Merenré II e Nitócris que apenas são referidos nas listas reais.
O primeiro rei da VI dinastia foi Teti, cuja esposa, Iput, seria uma filha do último rei da V dinastia, Unas. Um dos reis mais importantes desta dinastia, Pepi II, teve um dos reinados mais longos da história do Antigo Egito, 94 anos.
Foi precisamente durante o reinado de Pepi II que se verificou um processo de desagregação do poder real que já se tinha manifestado na época da V dinastia. Os cargos de alto funcionário passaram a ser transmitidos de forma hereditária em vez de ser o rei a nomear esses funcionários. Os nomarcas (governadores dos nomos, ou seja, províncias) tornaram-se senhores absolutos das suas regiões, tomando título reservados à administração central, como o de vizir. Ao mesmo tempo alguns templos adquiriram um estatuto de imunidade graças ao qual se libertavam da obediência à administração central e ao pagamento de impostos. Outro factor que se julga ter contribuído para a decadência do Egito foi a mudança climática.

## Arte e arquitectura
A nível da arte e da cultura mantém-se os mesmos padrões da dinastia precedente. Os reis continuaram a tradição de mandar construir pirâmides para servirem como os seus túmulos (embora numa dimensão inferior às da IV dinastia, época de glória da construção piramidal) enquadradas num complexo funerário onde se incluíam o templo do vale e o templo funerário. A necrópole escolhida pela maioria dos reis da VI dinastia foi Sacará. A construção de templos solares, realizada pelos reis da V dinastia, não foi continuada.

## Economia
Os contactos comerciais do Egito com regiões como Biblos e o Punt, de onde vinham produtos exóticos, permaneceram activos. A exploração mineira  também continuou, nomeadamente as minas de cobre e turquesa de Uádi Magara, no Sinai (reinados de Djedkaré Isesi, Pepi I e Pepi II), bem como a exploração do alabastro em Hatnub (reinados de Teti, Pepi I e Pepi II).  Aprofundou-se penetração egípcia na Núbia, tendo os principados da região de Dongola caído sob influência egípcia. É a partir da VI dinastia que se começam a empregar Núbios como mercenários no exército e nos corpos de vigilância fronteiriços.

## Lista de Faraós
- Teti
- Userkaré
- Pepi I
- Merenré I
- Pepi II
- Merenré II
- Netjerkare (Nitócris)